# Rugby a 7 alle Universiadi
Il rugby a 7 ha debuttato alle Universiadi, manifestazione multisportiva biennale riservata ad atleti universitari provenienti da tutto il mondo, durante l'edizione 2013 che si è svolta nella città russa di Kazan'. Viene disputato un torneo maschile e un analogo torneo femminile.

## Edizioni
| Giochi | Anno | Città ospitante | Paese ospitante |
| ------ | ---- | --------------- | --------------- |
| XXVII  | 2013 | Kazan'          | Russia          |
| XXX    | 2019 | Napoli          | Italia          |

## Medagliere maschile
| Pos.   | Paese         | Oro | Argento | Bronzo | Totale |
| ------ | ------------- | --- | ------- | ------ | ------ |
| 1      | Giappone      | 1   | 0       | 0      | 1      |
| 1      | Russia        | 1   | 0       | 0      | 1      |
| 3      | Francia       | 0   | 1       | 1      | 2      |
| 4      | Sudafrica     | 0   | 1       | 0      | 1      |
| 5      | Gran Bretagna | 0   | 0       | 1      | 1      |
| Totale | Totale        | 2   | 2       | 2      | 6      |

## Medagliere femminile
| Pos.   | Paese    | Oro | Argento | Bronzo | Totale |
| ------ | -------- | --- | ------- | ------ | ------ |
| 1      | Russia   | 1   | 0       | 1      | 2      |
| 2      | Giappone | 1   | 0       | 0      | 1      |
| 3      | Francia  | 0   | 1       | 0      | 1      |
| 3      | Italia   | 0   | 1       | 0      | 1      |
| 5      | Canada   | 0   | 0       | 1      | 1      |
| Totale | Totale   | 2   | 2       | 2      | 6      |